# Roman Hebenstreit

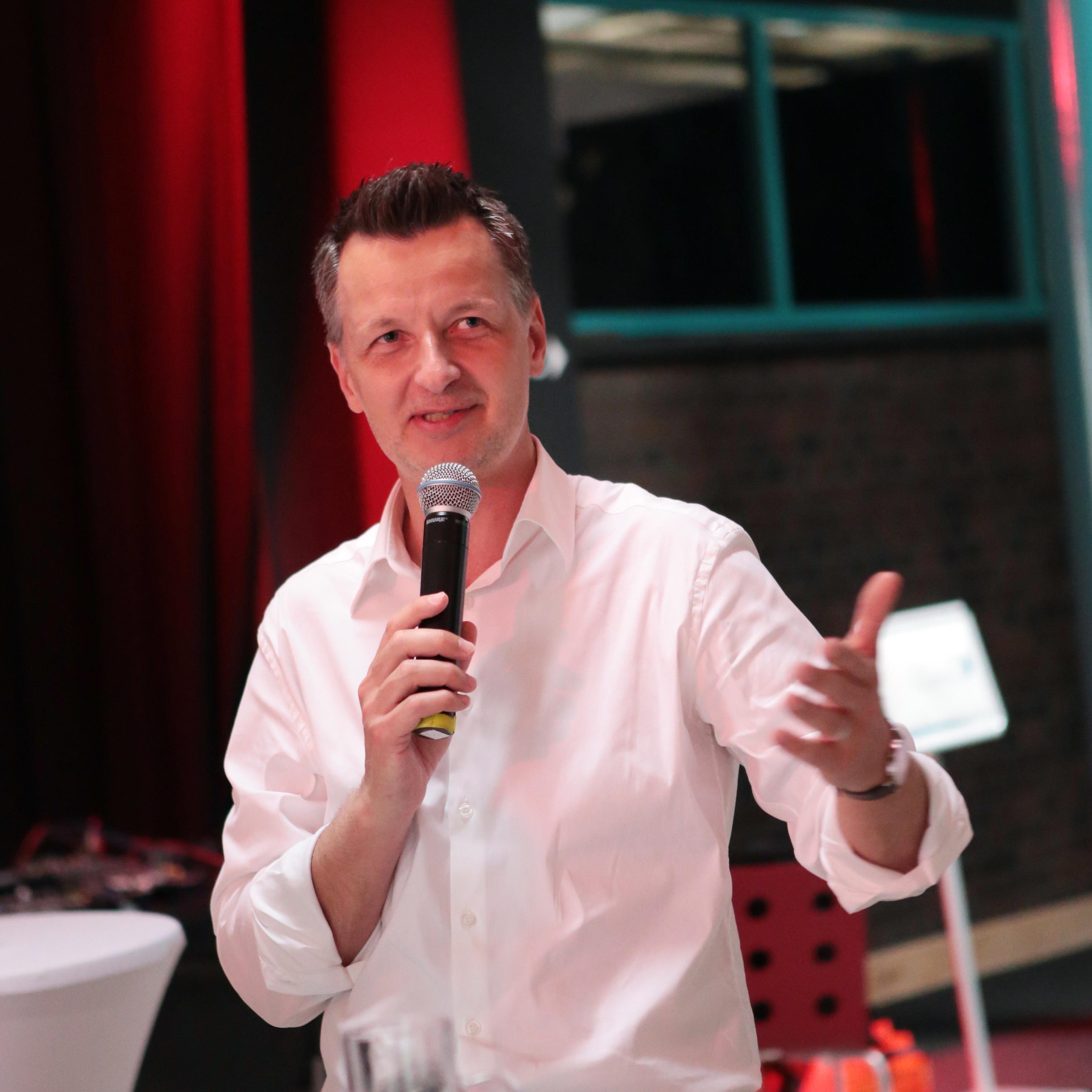
Hebenstreit (2015)

Roman Hebenstreit (* 22. Juli 1971 in Feldbach (Steiermark)) ist ein österreichischer Gewerkschaftsfunktionär. Seit dem 5. Dezember 2016 ist er Vorsitzender der Verkehrs- und Dienstleistungsgewerkschaft vida. Er ist für die Fraktion Sozialdemokratischer GewerkschafterInnen (FSG) tätig. Hebenstreit ist Konzernbetriebsratsvorsitzender der ÖBB und Mitglied des ÖGB-Bundesvorstandes.

## Leben
Nach seinem Lehrabschluss als Maschinenschlosser im Jahr 1990 arbeitete er nach dem Präsenzdienst ab 1992 als Triebfahrzeugführer bei den ÖBB. Seit 1997 ist Hebenstreit als ÖBB-Betriebsrat und Eisenbahnergewerkschafter tätig. Seit 2005 ist er Vorsitzender des Zentralbetriebsrates der ÖBB Produktion GmbH (bis 2009 ÖBB Traktion GmbH) sowie Mitglied des Präsidiums der ÖBB-Konzernvertretung. Im November 2011 wurde er einstimmig zum Vorsitzenden des Konzernbetriebsrates der ÖBB gewählt. Er folgte in dieser Funktion Wilhelm Haberzettl nach.
Durch seine Rolle als oberster Belegschaftsvertreter des Konzerns ist Hebenstreit auch Mitglied des Aufsichtsrats der ÖBB Holding AG. 
Er ist Absolvent der Otto-Möbes-Akademie in Graz sowie der Sozialakademie der Kammer für Arbeiter und Angestellte in Mödling.
Hebenstreit ist verheiratet und hat einen Sohn.

## Politische Positionen
Hebenstreit ist ein erklärter Gegner der Privatisierung von systemrelevanten Infrastrukturunternehmen wie ÖBB, ASFINAG, Telekom oder Verbund. Häufiger Widerpart in dieser Frage ist die ÖVP, deren Vertreter in der Vergangenheit wiederholt derartige Privatisierungen forderten.
Im Jahr 2014 positionierten sich Hebenstreit und die Gewerkschaft vida öffentlichkeitswirksam gegen eine Integration von ÖBB und ASFINAG in die Staatsholding ÖIAG. Durch die Geschäftspolitik der ÖIAG, die er als „Privatisierungsagentur für Staatseigentum“ bezeichnete, befürchtete er den Verlust von Arbeitsplätzen. 
Dieses Unterfangen war von Erfolg gekrönt: Beide Unternehmen blieben eigenständig. Im Frühjahr 2015 wurde darüber hinaus im Nationalrat beschlossen, dass die ÖIAG in eine Gesellschaft mit beschränkter Haftung namens Österreichische Bundes- und Industriebeteiligungen GmbH (ÖBIB) umgewandelt werden soll, die – im Gegensatz zur ÖIAG – wieder an die Weisungen des Eigentümers, also der Republik Österreich, gebunden ist.
Im Oktober 2015, als erstmals Berichte über eine Totalprivatisierung der Telekom Austria publik wurden, forderte Hebenstreit den „Hobby-Winzer“ (Finanzminister, Anm.) Schelling auf, der Bevölkerung „reinen Wein einzuschenken“ (Anm.: Schelling ist Pächter des Stiftsweinguts in Herzogenburg)
Nach dem Eisenbahnunfall von Bad Aibling im Februar 2016 wies Hebenstreit auf unzureichend geregelte Ausbildungskriterien im europäischen Eisenbahnwesen hin und forderte die EU-Kommission auf, europaweit einheitliche Standards in der Ausbildung von sicherheitsrelevanten Bahnberufen, analog zur österreichischen Eisenbahn-Eignungs- und Prüfungsverordnung, zu schaffen.

## Publikationen
- mit Willi Mernyi und Michael Niedermair: Mit NLP zum politischen Erfolg. Das NLP-Handbuch für Betriebsräte, politisch Aktive und Engagierte. 5., akt. Auflage. ÖGB Verlag, Wien 2011, ISBN 978-3-7035-1500-2.